# Louis Betbeder
Pour les articles homonymes, voir Betbeder.
Louis Betbeder Matibet est un joueur d'échecs français né le 29 août 1901 à Orléans et mort le 5 mai 1986 à Ballainvilliers,. Betbeder finit deux fois deuxième du Championnat de France d'échecs (en 1928 et en 1946) et représenta la France lors des six olympiades officielles de 1927 à 1935 et lors de l'olympiade non officielle de 1936. Lors de l'olympiade d'échecs de 1933 à Folkestone, Betbeder marqua deux tiers des points (8 / 12) et reçut la médaille d'argent individuelle au deuxième échiquier.  
En 1933, à Folkestone et en 1935, à l'olympiade de Varsovie, Betbeder jouait au deuxième échiquier (derrière le champion du monde français Alexandre Alekhine). En 1936, en l'absence d'Alekhine, il joua au premier échiquier de l'équipe de France lors de l'olympiade non officielle de 1936 en Allemagne et marqua la moitié des points (8,5 / 17). Parmi ses succès figurent des victoires sur Mario Monticelli et Salo Flohr en 1933 ; contre George Alan Thomas et Rudolf Spielmann en 1935 et contre Vladas Mikenas en 1936.
Betbeder reçut le titre d'arbitre international en 1967. Il est l'auteur de la traduction du livre d'Alexandre Koblents, L'entraînement aux échecs, paru en 1974.

## Le début Betbeder
Son nom a été donné à l'ouverture : 1. d4 d5 2. Cc3 (ouverture appelée aussi début parisien ou Ponziani ou Veressov).